# Wiaczesław Nikulin
Wiaczesław Nikulin, ros. Вячеслав Никулин, niem. Wjatscheslaw Nikulin (ur. 17 lipca 1970) – rosyjski żużlowiec, występujący również na lodzie, posiadający również niemiecką licencję.

## Życiorys
Trzykrotny finalista młodzieżowych indywidualnych mistrzostw Związku Radzieckiego (1988 – X miejsce, 1990 – XIII miejsce, 1991 – VII miejsce). Dwukrotny finalista młodzieżowych indywidualnych mistrzostw Rosji (1988 – IX miejsce, 1991 – VIII miejsce). Trzykrotny medalista drużynowych mistrzostw Związku Radzieckiego: złoty (1990), srebrny (1989) oraz brązowy (1991) – wszystkie w barwach klubu Wostok Władywostok. Złoty medalista drużynowych mistrzostw Niemiec (1999 – w barwach klubu AC Landshut).
Największe sukcesy odnosił w rywalizacji w wyścigach motocyklowych na lodzie, m.in. siedmiokrotnie zdobywając medale indywidualnych mistrzostw świata: srebrny (2002) oraz sześć brązowych (1994, 1995, 1996, 1998, 1999, 2001).
Od 1999 r. reprezentant Niemiec.